# 喇嘛寺泡
喇嘛寺泡是一个位于中国黑龙江省大庆市的淡水湖，面积约为48.48平方千米，属于东北平原。它的一级流域为黑龙江流域，二级流域为松花江水系。